# Aardbeikokermot
De aardbeikokermot (Coleophora albicostella) is een vlinder uit de familie kokermotten (Coleophoridae). De wetenschappelijke naam is voor het eerst geldig gepubliceerd in 1842 door Duponchel.
De soort komt voor in Europa.